# 두바이 메트로
두바이 메트로(아랍어: مترو دبي, 영어: Dubai Metro)은 아랍에미리트 두바이를 중심으로 운영하는 도시 철도로, 아라비아반도의 첫 도시 철도 시스템이다. 지금은 프랑스 Keolis와 일본 미쓰비시 중공업(MHI)의 공동 기업체인 Keolis-MHI가 운영하고 있다.

## 건설
2005년 5월, 일본 미쓰비시 중공업, 미쓰비시 상사, 오바야시구미, 가지마 건설과 터키 Yapi Merkezi의 5개 기업에 의한 공동 기업체가 설계, 건설 계약을 수주했다.

## 차량, 설비
차량은 18m 차량의 5량 편성으로 일본 긴키차량이 만들고 있다. 2008년 3월, 최초의 2편성이 두바이에 도착했다. 미쓰비시 전기제 IGBT 소자식 VVVF 인버터를 채용하고 있다.
열차는 무인 운전이고 집전은 제3궤조 방식이다. 역과 열차 내 안내는 모두 아랍어와 영어로 표시되며, 교통카드 'Nol Card'에 대응한 자동 개찰기를 갖추고 있다.

## 노선
| 노선      | 구간       | 구간            | 개통   | 길이   | 역 수 | 소요시간 |
| --------- | ---------- | --------------- | ------ | ------ | ----- | -------- |
| 레드 라인 | 센터포인트 | 엑스포 2020     | 2009년 | 67km   | 31    | 55-75분  |
| 레드 라인 | 센터포인트 | UAE 익스체인지  | 2009년 | 14.3km | 5     | 11분     |
| 그린 라인 | 에티살랏   | 두바이 수로공원 | 2011년 | 22.5km | 20    | 40분     |
| 블루 라인 | 크릭       | 아카데믹 시티   | 미정   | 21km   | 10    |          |
| 블루 라인 | 센터포인트 | 아카데믹 시티   | 미정   | 9km    | 4     |          |